# Vilija Sereikaitė
Vilija Sereikaitė (Panevėžys, 12 de febrero de 1987) es una deportista lituana que compitió en ciclismo en la modalidad de pista, especialista en las pruebas de persecución.
Ganó tres medallas de bronce en el Campeonato Mundial de Ciclismo en Pista entre los años 2009 y 2011, y tres medallas en el Campeonato Europeo de Ciclismo en Pista entre los años 2010 y 2014.
Participó en los Juegos Olímpicos de Pekín 2008, ocupando el sexto lugar en la prueba de persecución individual.

## Medallero internacional
| Campeonato Mundial | Campeonato Mundial       | Campeonato Mundial | Campeonato Mundial      |
| Año                | Lugar                    | Medalla            | Competición             |
| ------------------ | ------------------------ | ------------------ | ----------------------- |
| 2009               | Pruszków (Polonia)       | Medalla de bronce  | Persecución individual  |
| 2010               | Ballerup (Dinamarca)     | Medalla de bronce  | Persecución individual  |
| 2011               | Apeldoorn (Países Bajos) | Medalla de bronce  | Persecución individual  |
| Campeonato Europeo |                          |                    |                         |
| Año                | Lugar                    | Medalla            | Competición             |
| 2010               | Pruszków (Polonia)       | Medalla de plata   | Persecución por equipos |
| 2012               | Panevėžys (Lituania)     | Medalla de oro     | Persecución por equipos |
| 2014               | Baie-Mahault (Francia)   | Medalla de bronce  | Persecución individual  |